# Lysimachia pilosa
Lysimachia pilosa är en viveväxtart som beskrevs av Fletcher. Lysimachia pilosa ingår i släktet lysingar, och familjen viveväxter. Inga underarter finns listade i Catalogue of Life.